# 高盧首席主教

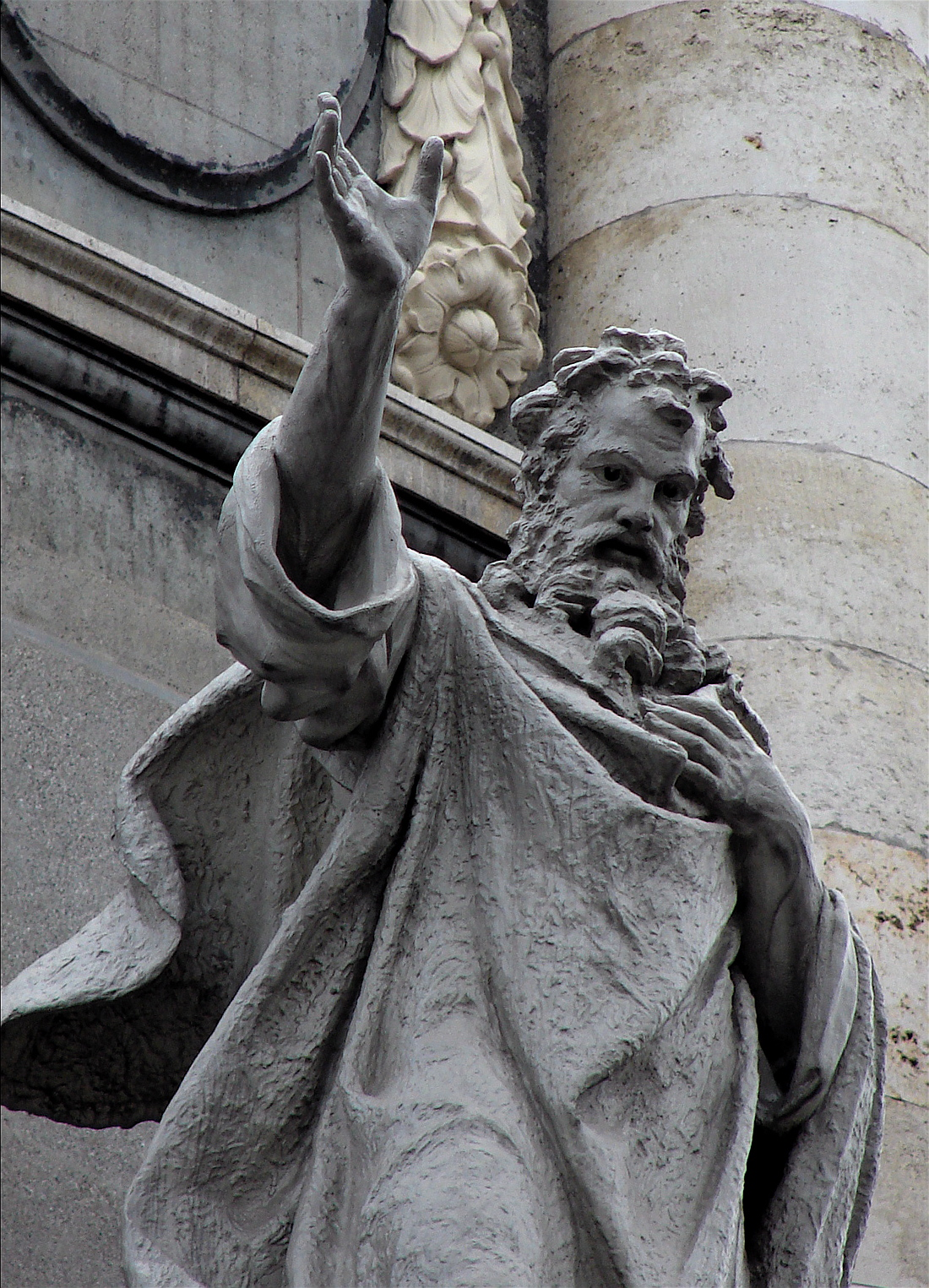
Irenaeus af Lyon，里昂第二任主教的雕像。

高盧首席主教、高盧總主教、高盧大主教（法語：Primat des Gaules）是自1079年以來授予天主教里昂总教区里昂大主教的頭銜，里昂曾是羅馬帝國所屬的三大高盧的首都，這個頭銜並描述了他過去對法國其他主教行使的權力。授予首席主教頭銜的首要地位保證了里昂大主教對幾個教省的理論上的管轄權。 在法國，只有分別授予里昂和魯昂大主教的高盧首席主教和諾曼底首席主教的頭銜仍在使用（儘管南錫和圖爾主教的洛林首席主教的尊稱確實存在）。

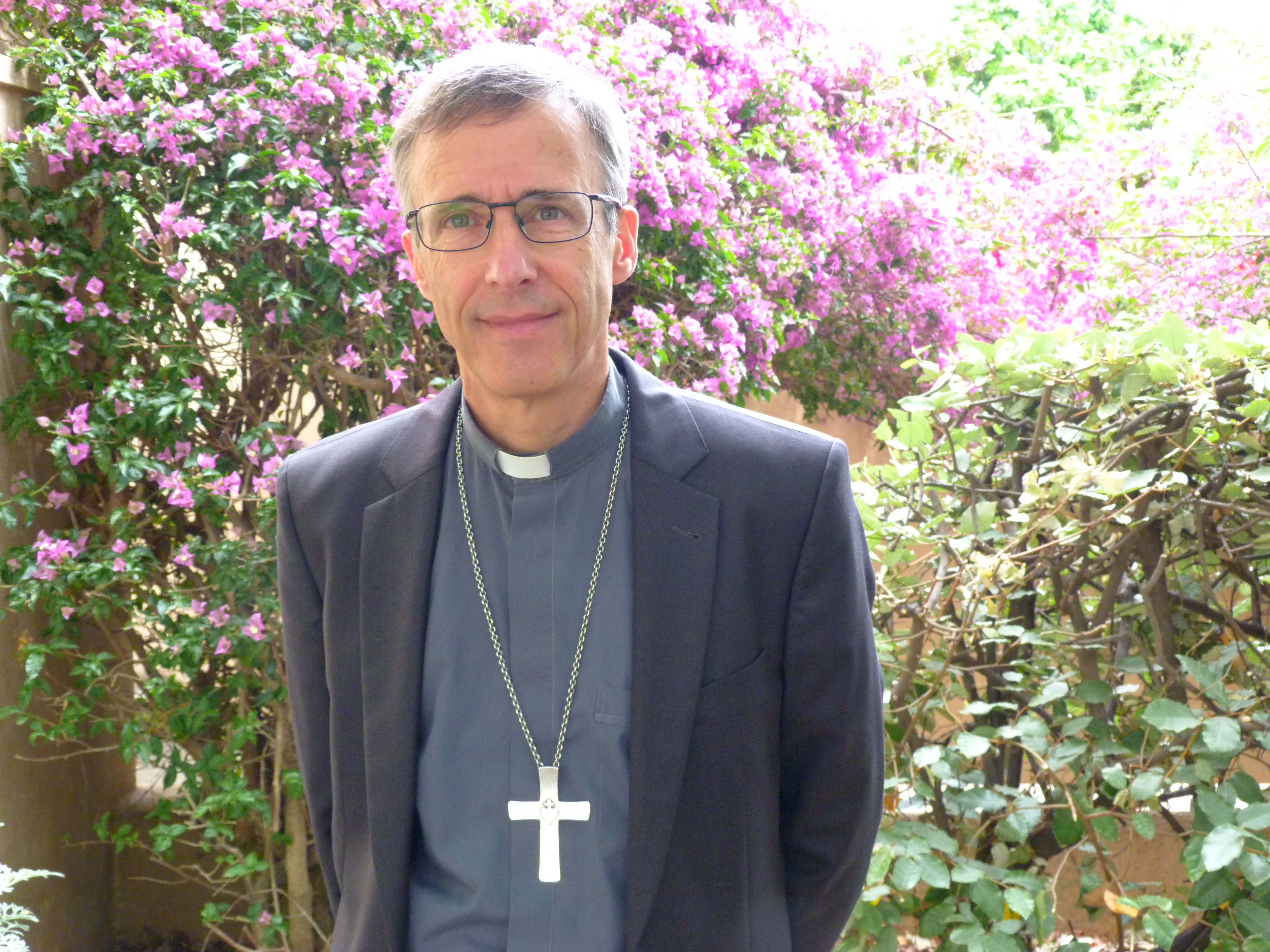
目前的高盧大主教是奧利維爾·德·杰梅大主教。